# Gastronádoba

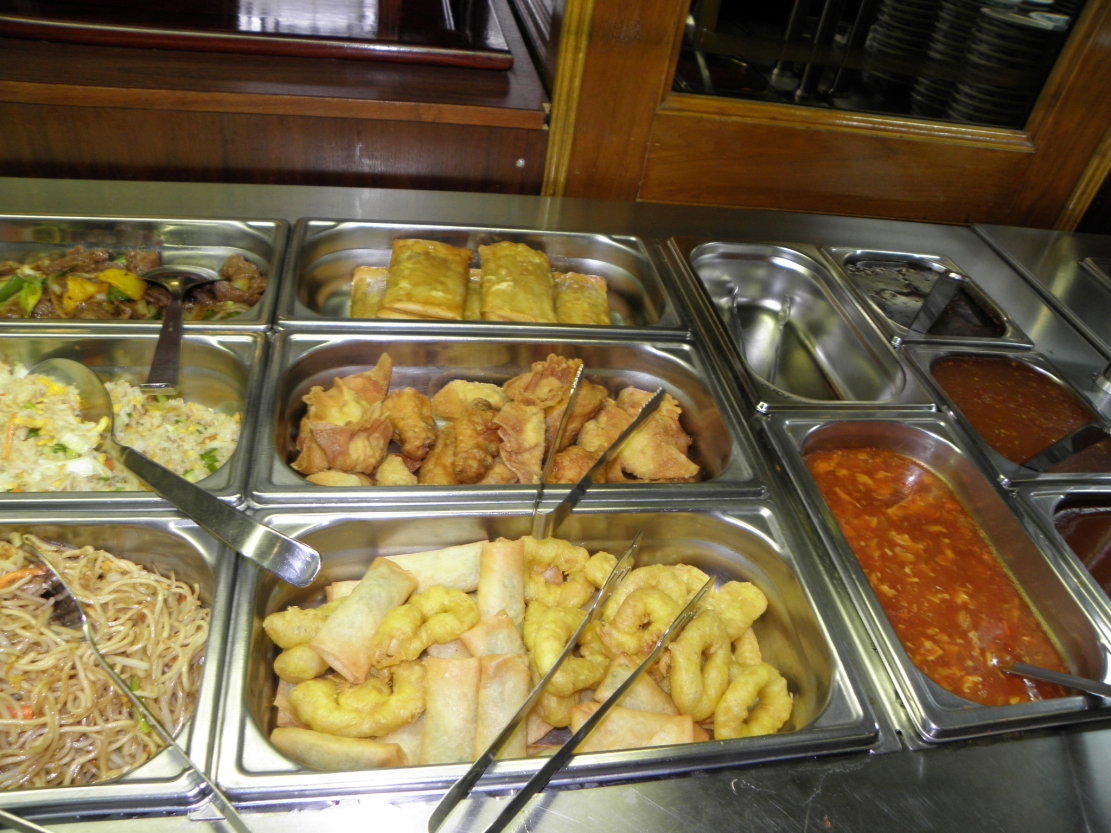
Gastronádoby v horkém pultu

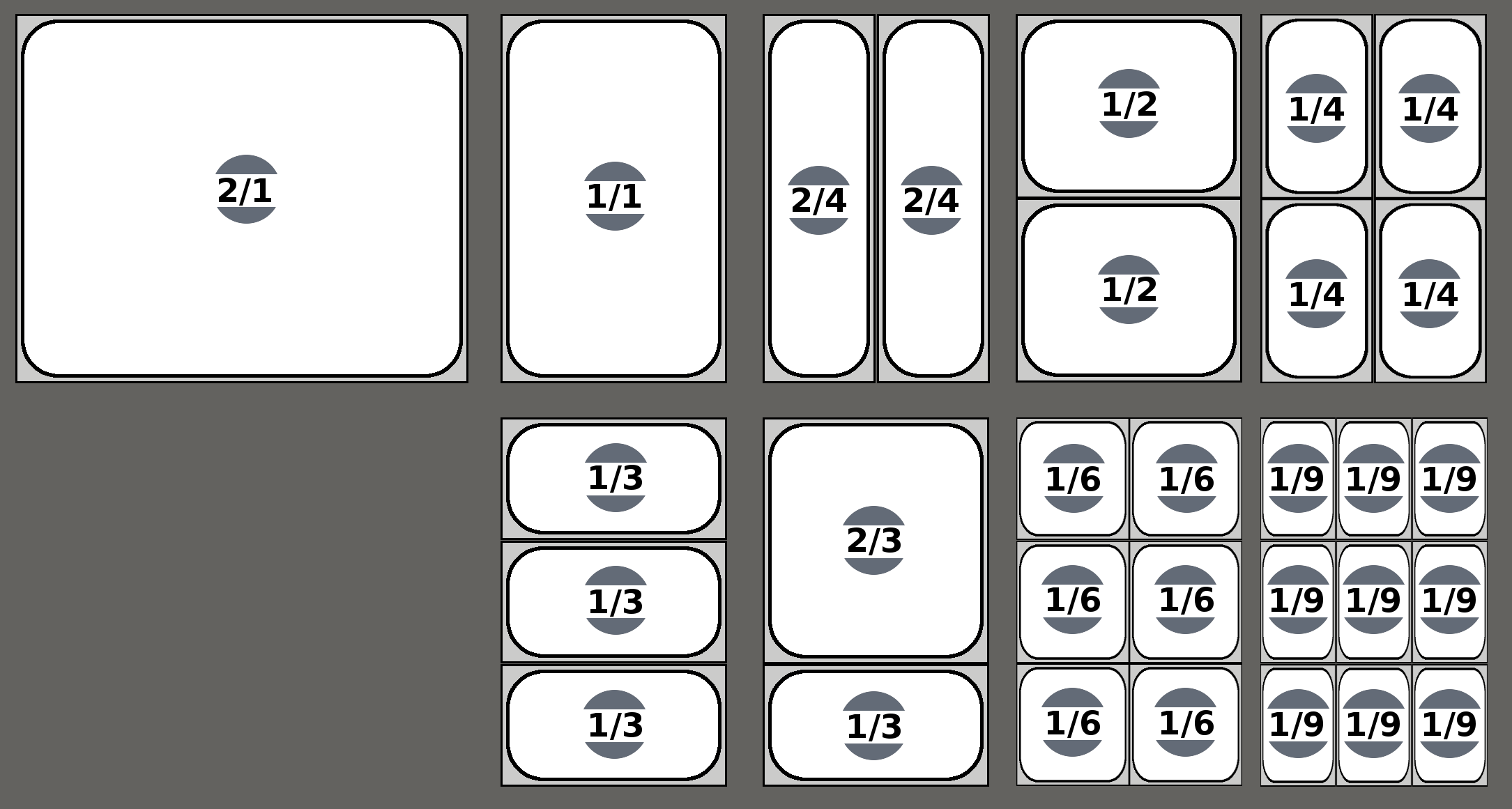
Gastronádoby standardizovaných rozměrů

Gastronádoba je hranatá nádoba s normovanou velikostí pro profesionální použití v kuchyni. Užívaná je například v konvektomatu, pečicí troubě, vodní lázni, termoboxu, lednici, šokeru, regálech atd. Její rozměry definuje evropská norma EN 631-1 z roku 1993, která je uznávaná celosvětově kromě Spojených států, které mají vlastní systém.

## Historie
Norma velikosti gastronádob byla poprvé představena ve Švýcarsku v roce 1964. V roce 1993 byla převzata mezi evropské normy pod označením EN 631-1. V Česku ji reprezentuje norma ČSN EN 631-1.

## Variabilita použití
Vyrábí se velká spousta kuchyňského vybavení kompatibilního s formáty euronádob, mezi nimi regály, servírovací vozíky, servírovací pulty, konvektomaty, trouby, lednice, šokery, myčky nádobí a další.